# سكوت ترافيس
سكوت ترافيس (بالإنجليزية: Scott Travis)‏ هو طبال وموسيقي أمريكي، ولد في 6 سبتمبر 1961 في نورفولك في الولايات المتحدة.

## وصلات خارجية
- سكوت ترافيس على موقع ميوزك برينز (الإنجليزية)
- سكوت ترافيس على موقع أول ميوزيك (الإنجليزية)
- سكوت ترافيس على موقع ديسكوغز (الإنجليزية)